# Contea di Ziyuan
La contea di Ziyuan (资源县S, Zīyuán XiànP) è una contea della Cina, situata nella regione autonoma di Guangxi e amministrata dalla prefettura di Guilin.